# خفاء شعب الكدع (حبيل جبر)

تعديل مصدري - تعديل

خفـاء(شعب الكدع هي إحدى قرى عزلة حبيل جبر بمديرية حبيل جبر التابعة لمحافظة لحج، بلغ تعداد سكانها 29 نسمة حسب تعداد اليمن لعام 2004.